# 加拿大聯盟
加拿大聯盟（英語：Canadian Alliance），正式名稱爲加拿大改革保守聯盟（英語：Canadian Reform Conservative Alliance）是一個存在於2000年至2003年的保守主義和右翼民粹主義政黨，它是加拿大改革黨的繼承者，在其存在時間內一直是下議院的官方反對黨。該政黨支持財政保守主義和社會保守主義的政策，並尋求降低政府對社會項目的支出及扣減稅項。
該黨在2003年12月與進步保守黨合併爲加拿大保守黨。

## 歷史

### 改革黨起源
加拿大聯盟的前身為於1987年成立的加拿大改革黨。1980年代初中期，在魁北克主權問題和修憲協議主宰聯邦政壇的局面下，加拿大西部的選民感到被忽略。為了在聯邦層面反映當地訴求，一群加西地區組織於1986年組建聯盟，並於1987年通過組成改革黨，由曼寧（Preston Manning）出任黨魁。改革黨提倡在加拿大政治制度中增強直接民主元素（如舉行公民投票和罷免選舉）、更改加拿大上議院議員的產生辦法（從委任制改為由民選產生，並增加代表加西地區的議席）、以及減低聯邦政府的規模和開支。此外，該黨亦有不少黨員和支持者為社會保守主義者。
當時在聯邦層面執政的進步保守黨除了流失加西選民支持外，修憲失敗亦導致魁北克民族主義支持者轉投魁人政團，而經濟低迷引致失業率高企，加上馬爾羅尼政府於1991年開徵貨勞稅，令進步保守黨的民望進一步下跌，並讓改革黨有機可乘。改革黨先於1989年透過格雷（Deborah Grey）贏取愛民頓選區議席補選首進下議院，再於1993年聯邦大選贏取52席（除了一席位於安大略省外其餘全位於加西），取代僅餘兩席的進步保守黨成為下議院内的主要右翼政黨。
改革黨於1997年聯邦大選首次成為官方反對黨，但未能擴闊票源，所贏取的60個議席全數代表加西地區。進步保守黨在該屆大選表現略有改善，議席數目上升至20席。面對當時加拿大右翼選票被改革黨和進步保守黨攤分的局面，曼寧成立「聯合替代」運動（United Alternative）以尋求結合兩黨並挑戰聯邦自由黨的執政地位。然而，包括黨魁克拉克在內的進步保守黨高層拒絕與改革黨合作，兩黨合併遂並未成事。

### 加拿大聯盟成立

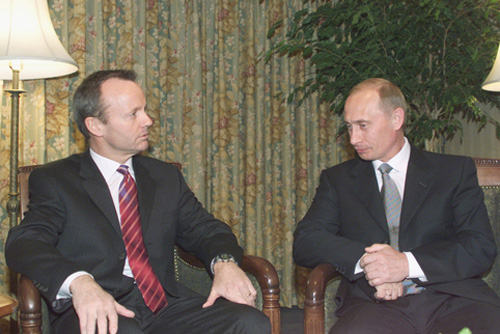
時任加拿大聯盟黨魁戴國衛與俄羅斯總統普京會面（攝於2000年12月）

改革黨於2000年初在渥太華舉行兩場「聯合替代」全國大會，黨員於第二場大會中表決是否尋求與進步保守黨建立合作關係，該項建議獲60.5%選票通過。改革黨遂告解散，並由新成立的加拿大改革保守聯盟取代，政綱包括將所有國民的入息税率劃一為17%和強制聯邦政府平衡預算。進步保守黨黨魁克拉克繼續抨擊加拿大聯盟，但兩黨結合的建議則獲包括安大略進步保守黨籍內閣部長甘禮明（Tony Clement）在內的數名省級保守派人士支持。
加拿大聯盟黨魁選舉首輪投票於2000年6月24日舉行，亞伯達省議員及該省財政部長戴國衛贏取44%選票排行第一，與得票第二高的曼寧雙雙出線。在同年7月8日舉行的次輪投票中，戴國衛以63.4%得票率壓倒曼寧，當選加拿大聯盟黨魁。戴國衛隨後辭去亞伯達省議員職務，並於同年9月11日贏取卑詩省奧卡拿根－高貴哈拉選區國會議席補選，從而晉身下議院。
自由黨籍總理克里田於數星期後宣布將下屆聯邦大選提早至2000年11月27日舉行；外界認為此舉是為了縮短加拿大聯盟準備競選活動的時間。儘管如此，加拿大聯盟中人期望在戴國衛領導下能在安大略省取得突破，並對大選結果審慎樂觀。民意調查顯示加拿大聯盟的支持度從10月中的19%上升至10月末的28%，分析指該股氣勢若持續下去的話，自由黨可能失去多數黨地位，加拿大聯盟更有些微機會掌政。加拿大聯盟終在這次大選贏取66席，全國得票率約為26%，延續改革黨的官方反對黨地位。該黨在加西表現理想，分別取得卑詩省34席中的27席和亞伯達省26席中的23席。然而，該黨只在安大略省103席中贏取兩席，未能擺脫自由黨操控安省的局面。
聯盟在安省表現欠佳，加上戴國衛受數項不利消息困擾，導致部分黨員開始質疑他的領導能力。包括副黨魁格雷和下議院官方反對黨首席議員施察奧（Chuck Strahl）在内的數名黨內高層於2001年4月末辭去影子內閣職務，但戴國衛堅持留任黨魁；格雷和施察奧等人於往後數月內自行離開或被逐出黨團。面對黨內鬥爭，戴國衛於7月中宣布提早舉行黨魁選舉。另一方面，格雷、施察奧和另外十名黨員則於同期籌組成「民主代表黨團」（Democratic Representative Caucus），並於8月中與進步保守黨高層會面，商討在國會內加強合作。黨魁選舉首輪投票結果於2002年3月20日公布，哈珀贏取過半數選票擊敗戴國衛和另外兩位候選人當選黨魁。除了兩名下議院議員外，大部分民主代表黨團成員皆於哈珀當選黨魁後重返聯盟黨團。

### 邁向合併
克拉克未能重建進步保守黨在國内的廣泛支持，並於2002年8月宣佈辭任黨魁。於2003年5月31日當選新任進步保守黨黨魁，該黨和加拿大聯盟高層在往後數個月内就合併事宜磋商。哈珀和麥凱於同年10月16日共同宣佈達成協議，將兩黨合併成新的加拿大保守黨。這項合併於同年12月5日獲95.9%的加拿大聯盟代表投票支持，而加拿大保守黨亦於同月8日正式登記成立，加拿大聯盟遂告終結。

## 歷任黨魁
| 圖像 | 名稱        | 任職時間                              | 代表選區               |
| ---- | ----------- | ------------------------------------- | ---------------------- |
|      | 狄波拉·格雷 | 2000年3月27日－2000年7月7日（臨時）   | 愛民頓北選區           |
|      | 戴國衛      | 2000年7月8日－2001年12月11日          | 奧卡拿根－高貴哈拉選區 |
|      | 約翰·雷諾士 | 2001年12月12日－2002年3月19日（臨時） | 西溫哥華－陽光海岸選區 |
|      | 史蒂芬·哈珀 | 2002年3月20日－2004年1月21日          | 卡加利西南選區         |

## 競選成績
| 大選   | 黨魁   | 候選人總數 | 贏取議席總數 | 總得票    | 得票率 | 結果       |
| ------ | ------ | ---------- | ------------ | --------- | ------ | ---------- |
| 2000年 | 戴國衛 | 298        | 66 / 301     | 3,276,929 | 25.49% | 自由黨政府 |

## 外部連結
- 维基共享资源上的相關多媒體資源：加拿大聯盟